# Ususău
Ususău (fino al 1924 Murăşti) è un comune della Romania di 1 388 abitanti, ubicato nel distretto di Arad, nella regione storica del Banato.
Il comune è formato dall'unione di 5 villaggi: Bruznic, Dorgoș, Pătârș, Ususău, Zăbalț.
La più importante risorsa economica del comune è rappresentata dalla lavorazione del legno, grazie anche alla presenza di aree boschive per 65 km² complessivi.
Tra i luoghi di interesse del comune si segnalano:
- la riserva paleontologica di Zăbalţ
- la riserva naturale Pădurea Măgura
- la chiesa in legno di Pătârş